# Erica ostiaria
Erica ostiaria är en ljungväxtart som beskrevs av Robert Harold Compton. Erica ostiaria ingår i släktet klockljungssläktet, och familjen ljungväxter. Inga underarter finns listade i Catalogue of Life.